# F. Ross Johnson
Frederick Ross Johnson (* 13. Dezember 1931 in Winnipeg, Manitoba, Kanada; † 29. Dezember 2016 in Jupiter, Florida, Vereinigte Staaten) war ein kanadischer Manager. Er erlangte Bekanntheit als erster Initiator und Symbol aggressiver Unternehmensübernahmen, die zu der Heuschreckendebatte führten.

## Leben
F. Ross Johnson wurde am 13. Dezember 1931 in Winnipeg, Manitoba als einziges Kind eines Verkäufers und einer Buchhalterin geboren. Nach seiner Schulzeit auch an einem Militär College studierte er an der University of Manitoba. Er erhielt dort 1952 den Bachelor of Commerce Handelsabschluss, gefolgt von der Graduierung zum Master of Business Administration (MBA) an der University of Toronto 1956.
Seine berufliche Karriere begann mit einem Anstellung als Buchhalter bei General Electric in Montreal, gefolgt von einer Verkaufs-Position in Toronto. 1963 wechselte er zur kanadischen Warenhauskette T. Eaton Co. (u. a. The Core Shopping Centre). Es folgte eine Führungsposition bei dem Gerätehersteller General Steel Works Inc. Im Jahr 1971 übernahm Johnson eine Position bei der kanadischen Niederlassung der Standard Brands Inc., einem New Yorker Hersteller von Lebensmitteln und alkoholischen Getränken. Dort stieg er 1976 zum Geschäftsführer des Mutterkonzerns auf. 1981 verhandelte er eine Fusion mit Nabisco Inc., einem weiteren großen Nahrungsmittelunternehmen. Aus einer anfänglichen Stellvertreter-Position nach der Fusion zu Nabisco Brands heraus stieg er im Jahr 1984 zu deren CEO auf. 1985 fusionierte das Unternehmen mit dem Zigarettenkonzern R.J. Reynolds Industries Inc. und wurde zur RJR Nabisco, mit 135.000 Mitarbeitern, 250 Produktionsstätten und F. Ross Johnson an der Spitze.
Zwischen Oktober und November 1988 initiierte F. Ross Johnson die feindliche Übernahme seines Arbeitgebers RJR Nabisco. Er wurde dabei unterstützt durch Shearson Lehman Hutton (Lehman Brothers) und Salomon Brothers. Infolge kam es zu der bisher teuersten Übernahmeschlacht in der Geschichte der US-Wirtschaft, aus der am Ende Kohlberg Kravis Roberts & Co. (KKR) mit ihrem Gebot von 24,88 Mrd. Dollar als Sieger hervorgingen. F. Ross Johnson erhielt mit 53 Mio. USD die bis dato größte Abfindung in der Geschichte. Er galt fortan als ein Symbol für derartige Private-Equity-Exzesse.
Nach dem Verlassen der RJR leitete er sein eigenes Investment- und Management-Unternehmen RJM Group Inc. mit Sitz in Atlanta. Bis er im März 2009 zurücktrat, war er Vorsitzender der AuthentiDate Holding Corp., einer US-amerikanischen Aktiengesellschaft sowie Mitglied des Verwaltungsrates (Board of Directors) von mehreren Unternehmen, darunter Bentley Pharmaceuticals und Power Corporation of Canada.
F. Ross Johnson war verheiratet und hatte zwei Kinder. Er verstarb in seinem Haus in Florida an einer Lungenentzündung.

## Öffentliche Wahrnehmung
Im Dezember 1988 war F. Ross Johnson auf dem Titel des Time Magazins sowie Gegenstand der Titelstory.
Neben der nachrichtenmedialen Berichterstattung wie zum Beispiel in der New York Times, dem Wallstreet Journal, der Welt oder über Associated Press wurde die Rolle von F. Ross Johnson in der amerikanischen Wirtschaft in einer Reihe von Fachpublikationen beschrieben und kritisch bewertet.
Die Übernahme von RJR Nabisco durch Kohlberg Kravis Roberts & Co. 1988 war Basis für den Bestseller Die Nabisco-Story. Ein Unternehmen wird geplündert von Bryan Burrough und John Helyar (Originaltitel: Barbarians at the Gate) sowie des gleichnamigen Golden Globe prämierten Films von Glenn Jordan aus dem Jahr 1993. Die Figur von F. Ross Johnson wird dort von James Garner dargestellt.
In dem Buch Winston-Salem: A History von Frank V. Tursi beschäftigt sich ein Kapitel mit F. Ross Johnson unter der Überschrift The Most Hated Man in Town.
1986 wurde er mit dem Canada Awards for Excellence ausgezeichnet.